# 大門站 (愛知縣)
大門站（日语：／ Daimon eki */?）是位於愛知縣岡崎市大樹寺二丁目，愛知環狀鐵道的愛知環狀鐵道線車站。

## 歷史
- 1988年（昭和63年）1月31日 - 愛知環狀鐵道車站啟用[1]。
- 1989年（平成元年）度 - 月台長度由2卡延長至4卡[1]。
- 2003年（平成15年）12月8日 - 成為有人車站（只限檢札業務）[2]。
- 2008年（平成20年）
  - 9月16日 - 開設車票販賣業務[2]。
  - 10月31日 - 樓梯增設上蓋[2]。
- 2019年（平成31年）3月2日 - 此站開始可以使用IC卡「TOICA」[3]。

## 車站構造
車站是一座高架車站，設有1面1線單式月台。此站的月台與曾經的新上舉母站相同，月台設置在一座雙線高架路基的東邊。
隨著上下車人次增加，已經達到無障礙化的標準（每日使用人次達到3000人）。由於雙線化的阻礙，岡崎市在2018年度遷移迴旅路以便取得土地讓月台增設無障礙設施。但是現時未有計劃雙線化。
車站櫃臺營業時間為6:55 - 11:35、15:30 - 20:10。

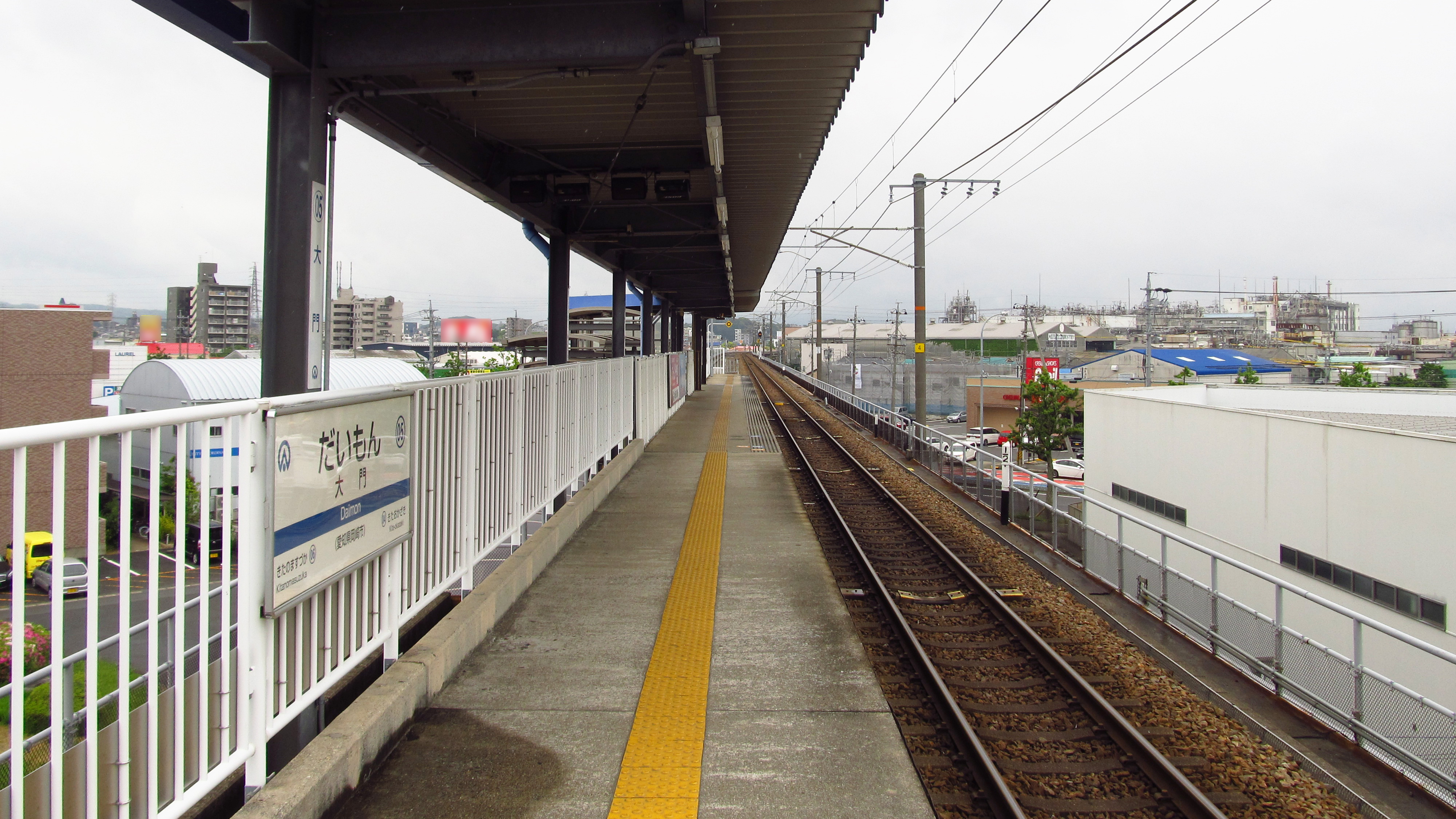
月台
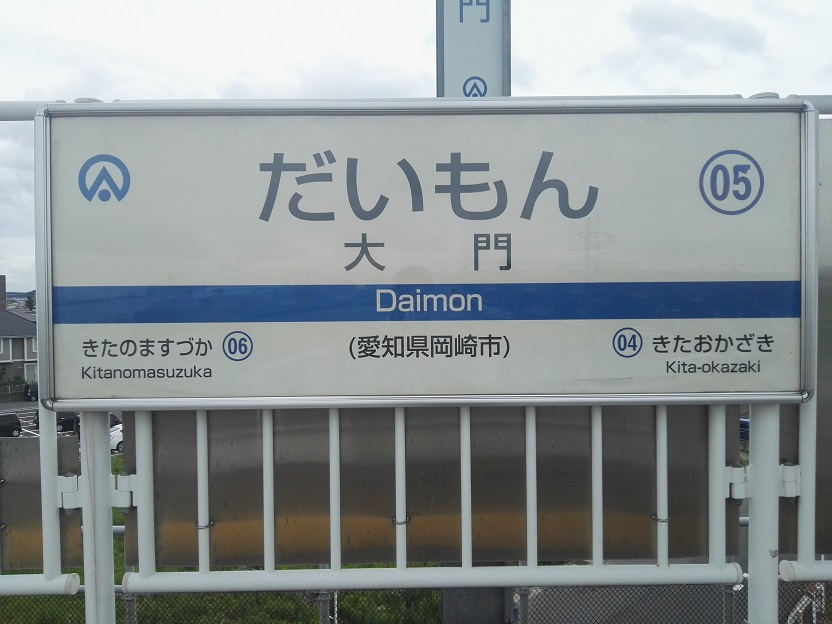
烘名牌
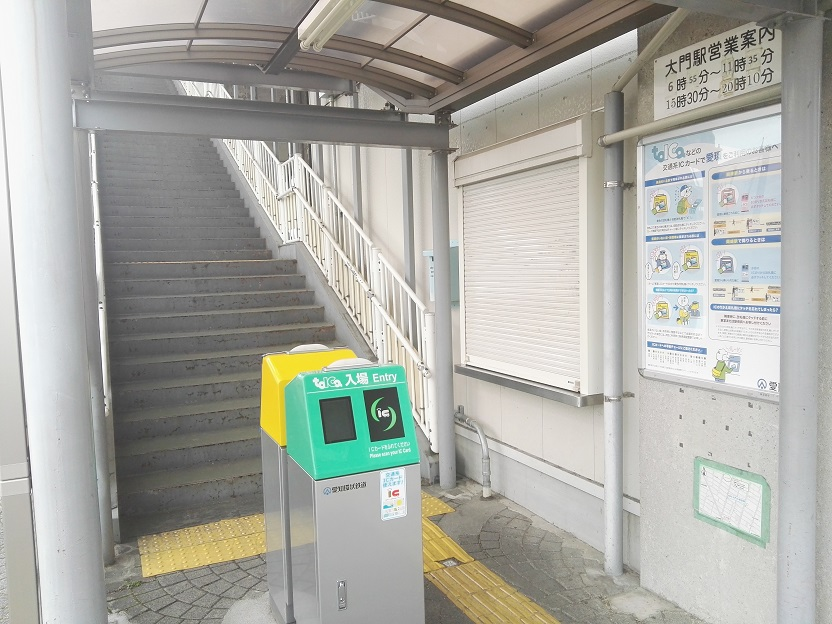
簡易TOICA閘機
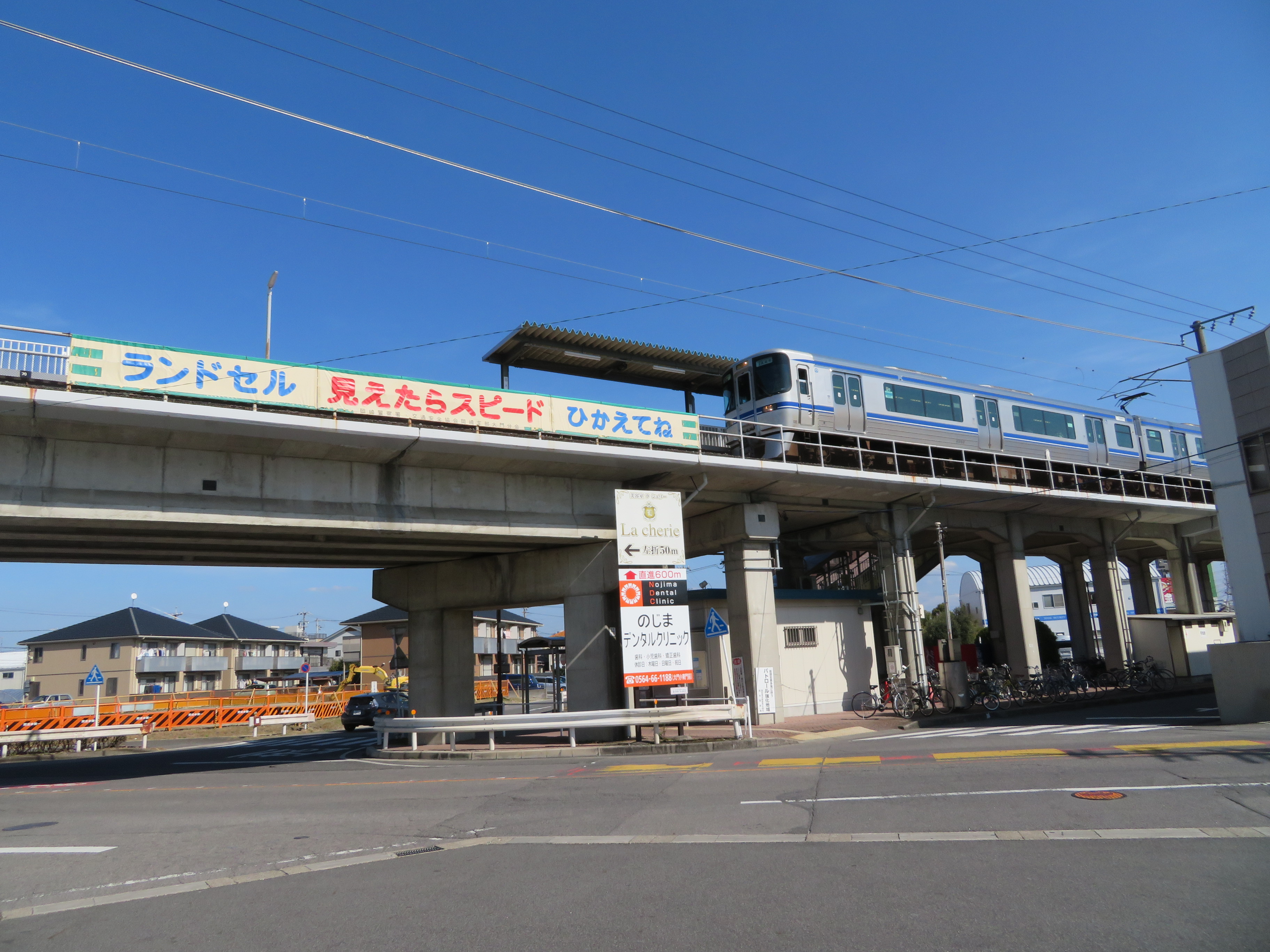
路軌西邊望向大門站

## 使用狀況
根據「愛知縣統計年鑑」、「岡崎市統計書」和「移動等圓滑化取組報告書」，以下為1日平均使用人次列表。
| 年度   | 1日平均 上下車人次 | 1日平均 乘車人次 |
| ------ | ------------------ | ---------------- |
| 2004年 |                    | 690              |
| 2005年 |                    | 722              |
| 2006年 |                    | 859              |
| 2007年 |                    | 861              |
| 2008年 |                    | 956              |
| 2009年 |                    | 966              |
| 2010年 |                    | 990              |
| 2011年 |                    | 953              |
| 2012年 |                    | 1,009            |
| 2013年 |                    | 1,105            |
| 2014年 |                    | 1,123            |
| 2015年 | 2,384              | 1,192            |
| 2016年 | 2,511              | 1,256            |
| 2017年 | 2,678              | 1,339            |
| 2018年 | 2,759              | 1,380            |
| 2019年 | 2,858              |                  |
| 2020年 | 2,186              |                  |

## 車站周邊
- 大樹寺
- 國道248號（日语：国道248号）
- 愛知縣道26號岡崎環狀線（日语：愛知県道26号岡崎環状線）

### 巴士路線
名鐵巴士
- 大樹寺、康生町、岡崎警署前方向
  - 前往名鐵東岡崎站、前往JR岡崎站
- 鴨田南、大樹寺、岡崎北高前、小呂町方向
  - 前往市民醫院（日语：岡崎市民病院）、前往中央綜合公園

## 相鄰車站
愛知環狀鐵道
愛知環狀鐵道線
北岡崎（04）－大門（05）－北野桝塚（06）

## 注腳
1. 1 2  《愛知環状鉄道の30年》配線略圖，愛知環狀鐵道株式會社，2019年
2. 1 2 3  《愛知環状鉄道の30年》年表，愛知環狀鐵道株式會社，2019年
3. ↑   (PDF) (新闻稿). 愛知環状鉄道. 2018-12-12  [2020-11-08]. （原始内容 (PDF)存档于2019-06-02） （日语）.
4. 1 2  岡崎市議會經濟建設常任委員會，2018年9月12日
5. ↑  大門站資訊 （页面存档备份，存于）（日語） - 愛知環狀鐵道
6. ↑  岡崎市統計書 （页面存档备份，存于）（日語） - 岡崎市
7. ↑  移動等円滑化取組計画書・報告書 （页面存档备份，存于）（日語） - 愛知環狀鐵道
8. ↑  愛知県統計年鑑 （页面存档备份，存于）（日語） - 愛知縣

## 外部連結
- 大門站資訊 （页面存档备份，存于）（日語） - 愛知環狀鐵道